# Publicis
Publicis Groupe je francuska međunarodna reklamna tvrtka. To je jedna od najstarijih i najvećih marketinških tvrtki na svijetu. Sjedište je u Parizu.
Publicis Groupe pruža usluge digitalnog i tradicionalnog oglašavanja, medijske usluge i marketinške usluge domaćim i međunarodnim klijentima.
Tvrtku je 1926. godine osnovao Marcel Bleustein-Blanchet.

## Podružnice
U listopadu 2015. godine, glavne podružnice grupe bile su:
- Bartle Bogle Hegarty (BBH)
- Glickman Shamir Samsonov
- Leo Burnett Worldwide

- Publicis New York
- Publicis Worldwide
- Saatchi & Saatchi